# Nanda Ghunti
Der Nanda Ghunti ist ein 6309 m hoher Berg im westlichen Himalaya im indischen Bundesstaat Uttarakhand.
Der Berg befindet sich westlich der Trishul in der Nanda-Devi-Gruppe. Er liegt im Nanda-Devi-Nationalpark. Einem Schweizer Team unter André Roch gelang 1947 die Erstbesteigung über die Ostflanke.